# 凛としてカレンな花のように
『凛としてカレンな花のように』（りんとしてカレンなはなのように）は、ヒロアキによる日本の漫画作品。略称は凛カレ。一迅社の『コミック百合姫』2018年4月号にて掲載された読切『凛として咲く、カレンな花のように』を経て、同誌2018年10月号より連載されていた。
2019年6月号より長期休載が続いていたが、2020年8月号にて正式に連載中止が発表された。
「死人」と呼ばれる異形を相手に戦う女子高生を描いたバトルアクション漫画である。

## あらすじ
五十鈴凛と悠木カレンは、幼馴染ながら顔を合わせるたびにケンカを繰り返す犬猿の仲。クラスメイトもその光景に慣れるほど日常茶飯事と化してはいるが、なんだかんだいつも一緒にいる気心の知れた間柄である。
そんな彼女たちには「死人」と戦う裏の顔がある。気の置けない仲だからこそ成立する抜群のチームワークで、日夜死人と戦う二人。だが、とある大きな影が着実に、二人の仲に忍び寄っていた。

## 登場人物
五十鈴 凛（いすず りん）
本作の主人公。よく女の子にモテる。
困っている人を放っておけない性格をしている。大食いだが、その分動いているため太らない。
彼岸花によって死人の力を植え付けられているため、死人との戦闘において強大な力を発揮することが出来る。
悠木 カレン（ゆうき カレン）
本作もう一人の主人公。金髪に赤色の眼、白色の肌をもつ。
やや嫉妬深い性格をしている。生徒会内の調整を図るため、半ば強制的に生徒会役員に任命された。
幼い頃は泣き虫であり、そのたびに凛に守ってもらっていた。彼岸花との一件以降、凛の監視役を務めている。
五十嵐 刀華（いがらし とうか）
凛たちの学年に編入してきた少女。関西葬華の秘蔵っ子。
一見するとおしとやかでお嬢様のような雰囲気を纏っている。対死人に関しては凛も目を見張るほどの力を有する。
凛に対して執着しており、カレンとはやや険悪な仲。また、凛の過去を知るなど謎めいた一面がある。
白鳥 百合子（しらとり ゆりこ）
凛たちのクラスメイト。よく彼女に振り回されている。
凛に好意的であり、彼女との過激な妄想を繰り返すことを密かな日課としている。
西澤 優姫（にしざわ ゆき）
生徒会長。カレンに好意を寄せている。
面倒見がよく、下級生に慕われている。小柄で幼い見た目をしているため、マスコット的扱いを受けることもある。
福田 慎一郎（ふくだ しんいちろう）
葬華の東関東分所所長。
定例会などで凛たちのまとめ役を務めている。
彼岸花（ひがんばな）
死人の源流とされる存在の一つ。他の死人とは比べ物にならないほどの力を有する。
かつて凛を死へと追いやったが、自らの常世返りのために死人の力を与えて生き返らせた。

## 用語
死人（しじん）
人の死を喜びとする化け物。心の弱さに付け込み、惑わすことで死へと追いやる。
人間の少女のような見た目をしており、会話も可能である。
葬華（そうか）
死人と戦う使命を与えられた一族。凛やカレンも葬華である。
関東と関西で勢力が分かれている。
常世返り（とこよがえり）
死人が人の肉を得ること。成功例は非常に少ない。
常世返りした死人は災害にも匹敵するほどの凶悪な力を獲得する。

## 書誌情報
- ヒロアキ 『凛としてカレンな花のように』 一迅社〈百合姫コミックス〉、全1巻
  1. 2019年1月18日発売[3] ISBN 978-4-7580-7901-3